# 왕양 (태복)
왕양(王襄, ? ~ 기원전 3년)은 전한 말기의 관료이자 외척으로, 위군 원성현(元城縣) 위속리(委粟里) 사람이다. 대장군 왕봉의 아들이다.

## 생애
양삭 3년(기원전 22년), 왕봉의 뒤를 이어 양평후(陽平侯)에 봉해졌다.
홍가 원년(기원전 20년), 위위에 임명되었다.
영시 2년(기원전 15년), 태복에 임명되었으나 3년 후 병으로 면직되었다.
건평 4년(기원전 3년)에 죽으니 시호를 희(釐)라 하였고, 작위는 아들 왕잠이 이었다.

## 출전
- 반고, 《한서》 권18 외척은택후표·권19하 백관공경표 下

| 전임 김창 | 전한의 위위 기원전 20년 ~ 기원전 15년 | 후임 봉신 |

| 전임 봉신 | 전한의 태복 기원전 15년 ~ 기원전 12년 | 후임 견순 |

| 전임 아버지 양평경성후 왕봉 | 전한의 양평후 기원전 21년 ~ 기원전 3년 | 후임 아들 양평강후 왕잠 |